# Charge leptonique
La charge leptonique est une propriété intrinsèque portée par les particules appelées leptons. Il existe deux types de leptons, les électrons et les neutrinos, avec leur anti-particules associées. Par rapport à la charge leptonique, il n'y aura pas de différence entre les différentes variantes énergétiques (= massique) des leptons (e mu tau, que ce soit les électrons ou les neutrinos).

## Valeurs
La charge leptonique L d'un électron et du neutrino est +1. Celle du positron (anti-électron) et de l'anti-neutrino est de -1.